# Cathédrale du Saint-Esprit de Bismarck
Cette  cathédrale n’est pas la seule cathédrale du Saint-Esprit.
La cathédrale du Saint-Esprit (en anglais : Cathedral of the Holy Spirit) est la cathédrale, ou église-mère, du diocèse catholique de Bismarck (États-Unis) dans le Dakota du Nord. Depuis 1980, la cathédrale est l'évêché sont inscrits comme contributing properties (en) du district historique de l'aire de la cathédrale de Bismarck au registre national des lieux historiques.

## Histoire

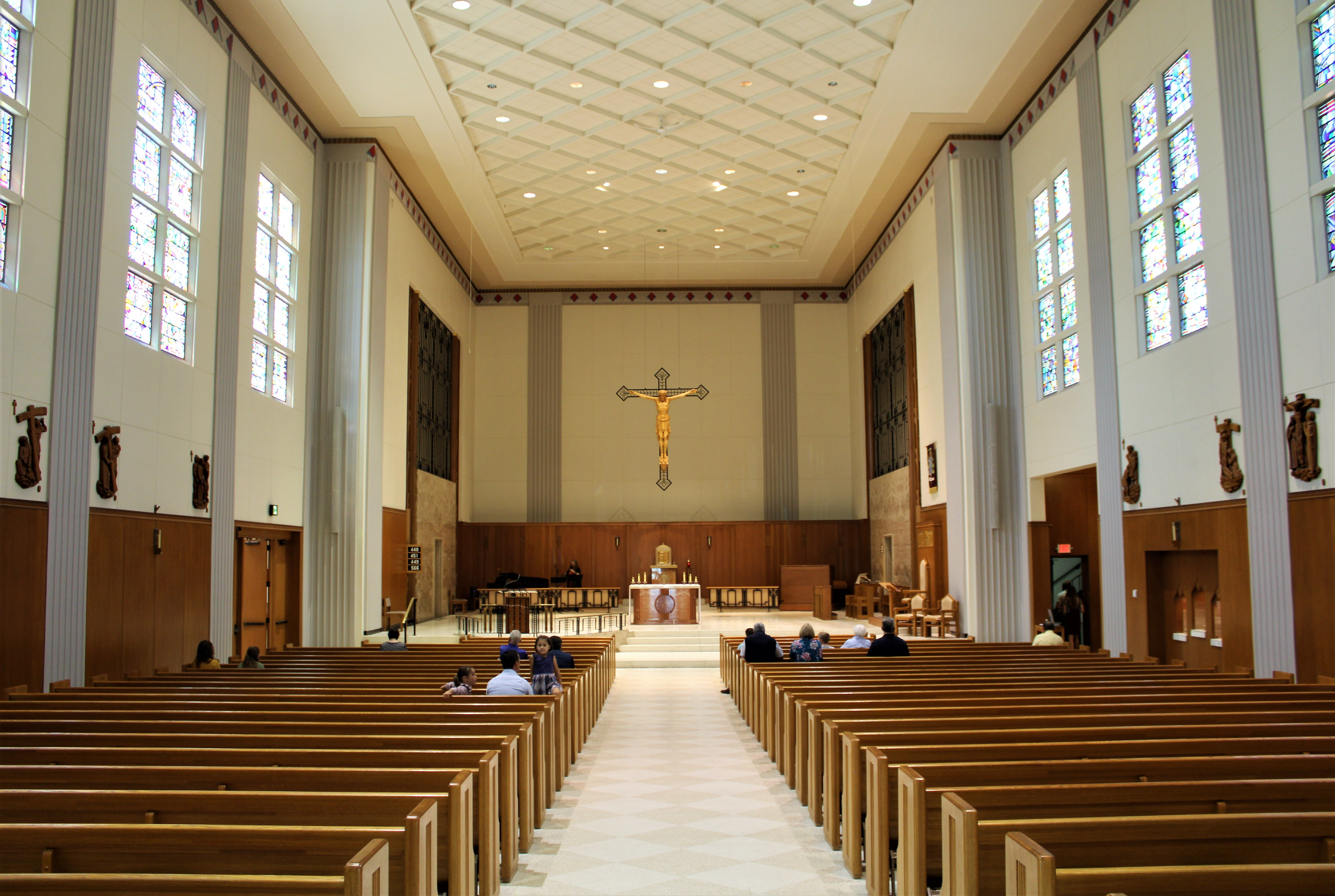
L'intérieur.

Cette cathédrale était le rêve du premier évêque de Bismarck, Mgr Wehrle O.S.B., qui avait une dévotion spéciale envers le saint Esprit et voulait une église qui lui soit consacrée. Il achète donc le terrain en 1917 et engage un architecte du Milwaukee, d'ascendance alémanique comme lui, du nom d'Anton Dohman en 1921 pour en dessiner les plans. Dohman livre deux séries de dessins, le premier prenant modèle de l'abbatiale de l'abbaye de l'Assomption de Richardton dans le Dakota du Nord. Mais l'arrivée de la Grande Dépression empêche tout chantier de construction jusqu'en 1941.  
Le deuxième évêque de Bismarck, Mgr Ryan, engage un architecte de Fargo, William Kurke (1889-1965), qui avait contribué aux plans du Capitole  de l'État du Dakota du Nord. Le projet de Kurke est similaire au second projet de Dohman, et il est retenu. les travaux débutent en septembre 1941. L'édifice de style Art déco est construit en béton monolithique ; c'est la seule cathédrale de ce style aux États-Unis. La cathédrale ouvre en août 1945, mais la décoration intérieure et son mobilier ne seront prêts que des décennies plus tard. Une rénovation intervient de 1992 à 1993, ajoutant un nouvel espace d'assemblée inspiré de l'Art déco. Le haut clocher est visible de loin.

## Dépendances

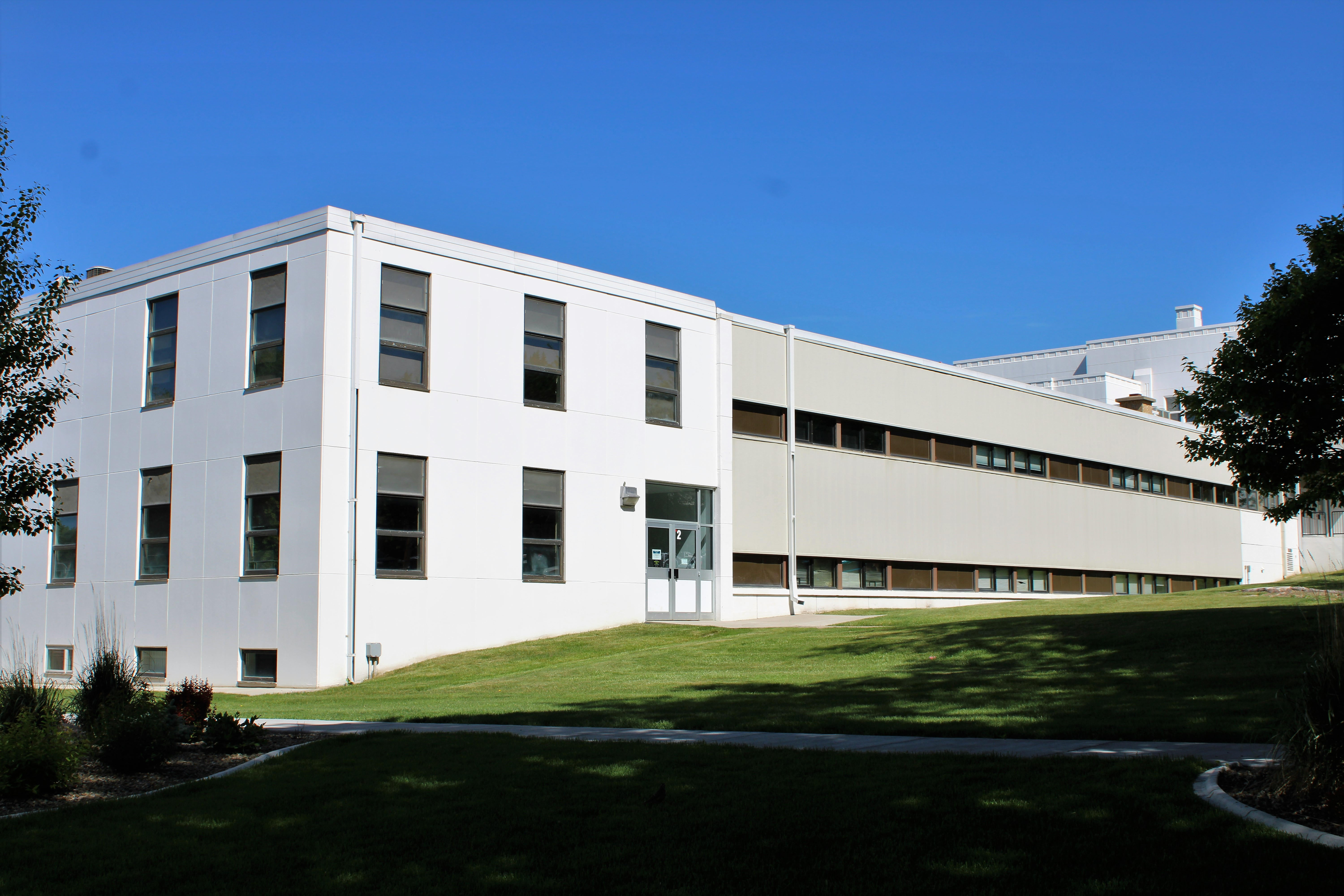
L'école du Saint-Esprit.

En plus de la cathédrale, Kurke dessine les plans de la nouvelle résidence de l'évêque. C'est une structure de deux niveaux en béton, également de style Art déco. 
L'école paroissiale est terminée en 1951. Elle fait deux étages avec un toit plat et des panneaux de béton. Deux fenêtres horizontales font les deux-tiers de la largeur de la façade. 
Un couvent de briques de deux étages est terminé en 1965, pour les Sœurs enseignantes, et le presbytère en 1969. Ce dernier est fait de briques au premier étage et de revêtements verticaux au deuxième étage. L'ancien couvent abrite désormais le Centre pour le ministère pastoral du diocèse de Bismarck.

### Articles liés
- Liste des cathédrales des États-Unis
- Église catholique aux États-Unis